# Lijst van rijksmonumenten in West Maas en Waal
De gemeente West Maas en Waal telt 47 inschrijvingen in het rijksmonumentenregister. Hieronder een overzicht. 

## Alphen
De plaats Alphen telt 6 inschrijvingen in het rijksmonumentenregister. Zie Lijst van rijksmonumenten in Alphen (Gelderland) voor een overzicht.

## Altforst
De plaats Altforst telt 3 inschrijvingen in het rijksmonumentenregister.
| Object         | Oorspronkelijke functie? | Bouwjaar                                                             | Architect | Locatie          | Coördinaten?                  | Nr.?   | Afbeelding        |
| -------------- | ------------------------ | -------------------------------------------------------------------- | --------- | ---------------- | ----------------------------- | ------ | ----------------- |
| H. Donatuskerk | Kerk en kerkonderdeel    | 1890-1891                                                            |           | Kerkstraat 8     | 51° 50' 52" NB, 5° 33' 55" OL | 523080 | Meer afbeeldingen |
| Hervormde Kerk | Kerk en kerkonderdeel    | midden 17e eeuw (preekstoel) middeleeuwen (doopvont) 1542 (grafzerk) |           | Kerkstraat 21    | 51° 50' 58" NB, 5° 33' 56" OL | 8202   | Meer afbeeldingen |
| Munnickenwoerd | Boerderij                | wellicht late middeleeuwen, 17e eeuw en later (oorsprong)            |           | Woerdsestraat 34 | 51° 51' 12" NB, 5° 32' 31" OL | 8203   | Meer afbeeldingen |

## Appeltern
De plaats Appeltern telt 11 inschrijvingen in het rijksmonumentenregister. Zie Lijst van rijksmonumenten in Appeltern voor een overzicht.

## Beneden-Leeuwen
De plaats Beneden-Leeuwen telt 9 inschrijvingen in het rijksmonumentenregister.
| Object                             | Oorspronkelijke functie?  | Bouwjaar  | Architect | Locatie            | Coördinaten?                  | Nr.?   | Afbeelding                         |
| ---------------------------------- | ------------------------- | --------- | --------- | ------------------ | ----------------------------- | ------ | ---------------------------------- |
| Watersnoodmonument                 | Gedenkteken               |           |           | Waalbandijk        | 51° 53' 11" NB, 5° 31' 19" OL | 38241  | Meer afbeeldingen                  |
| De Wielewaal                       | Industrie- en poldermolen | 1857      |           | Zandstraat 112     | 51° 52' 55" NB, 5° 30' 41" OL | 38248  | Meer afbeeldingen                  |
| Pastorie H.Alphonsus de Liguori    | Kerkelijke dienstwoning   | 1900      |           | Zandstraat 79      | 51° 52' 55" NB, 5° 30' 59" OL | 523077 | Pastorie H.Alphonsus de Liguori    |
| St. Alphonsus de Liguori           | Kerk en kerkonderdeel     | 1898-1900 |           | Zandstraat 77      | 51° 52' 55" NB, 5° 30' 59" OL | 523078 | Meer afbeeldingen                  |
| De Lakenburg                       | Boerderij                 | 1850-1875 |           | Brouwersstraat     | 51° 53' 1" NB, 5° 31' 41" OL  | 523083 | De Lakenburg                       |
| Voormalig gemeentehuis             | Bestuursgebouw en onderdl | 1899      |           | Zandstraat 51      | 51° 52' 58" NB, 5° 31' 10" OL | 523084 | Voormalig gemeentehuis             |
| Quisisana                          | Woonhuis                  | 1911      |           | Zandstraat 81      | 51° 52' 55" NB, 5° 30' 55" OL | 523085 | Quisisana                          |
| De Klef: silo/pakhuis met weegbrug | Opslag                    | 1925      |           | Waalbandijk bij 64 | 51° 53' 11" NB, 5° 31' 15" OL | 525969 | De Klef: silo/pakhuis met weegbrug |
| De Klef: De Kraanbaan              | Opslag                    | 1931      |           | Waalbandijk bij 64 | 51° 53' 12" NB, 5° 31' 13" OL | 530640 | De Klef: De Kraanbaan              |

## Boven-Leeuwen
De plaats Boven-Leeuwen telt 7 inschrijvingen in het rijksmonumentenregister. Zie Lijst van rijksmonumenten in Boven-Leeuwen voor een overzicht.

## Dreumel
De plaats Dreumel telt 9 inschrijvingen in het rijksmonumentenregister. Zie Lijst van rijksmonumenten in Dreumel voor een overzicht.

## Maasbommel
De plaats Maasbommel telt 7 inschrijvingen in het rijksmonumentenregister.
| Object                                                              | Oorspronkelijke functie?  | Bouwjaar               | Architect | Locatie         | Coördinaten?                  | Nr.?   | Afbeelding                                                          |
| ------------------------------------------------------------------- | ------------------------- | ---------------------- | --------- | --------------- | ----------------------------- | ------ | ------------------------------------------------------------------- |
| Bakstenen T-boerderij                                               | Boerderij                 | ca. 1870               |           | Berghuizen 1    | 51° 49' 11" NB, 5° 31' 58" OL | 523089 | Meer afbeeldingen                                                   |
| Brouwershof                                                         | Boerderij                 | 1870                   |           | Berghuizen 40   | 51° 49' 23" NB, 5° 31' 4" OL  | 523090 | Brouwershof                                                         |
| Bakstenen dijkmagazijn                                              | Opslag                    | laatste kwart 19e eeuw |           | Bovendijk 4     | 51° 50' 13" NB, 5° 32' 34" OL | 523091 | Meer afbeeldingen                                                   |
| St. Lambertuskerk                                                   | Kerk en kerkonderdeel     | 1868-1869              |           | Raadhuisdijk 44 | 51° 49' 11" NB, 5° 32' 4" OL  | 523092 | Meer afbeeldingen                                                   |
| Korenmolen van Maasbommel                                           | Industrie- en poldermolen | 1871                   |           | Bovendijk 6     | 51° 50' 19" NB, 5° 32' 44" OL | 8204   | Meer afbeeldingen                                                   |
| Herenhuis met verdieping en hoog schilddak, waarop hoekschoorstenen | Woonhuis                  | ca. 1800               |           | Raadhuisdijk 9  | 51° 49' 10" NB, 5° 32' 37" OL | 8205   | Herenhuis met verdieping en hoog schilddak, waarop hoekschoorstenen |
| Hervormde Kerk                                                      | Kerk en kerkonderdeel     | 1842                   |           | Raadhuisdijk 19 | 51° 49' 10" NB, 5° 32' 31" OL | 8206   | Meer afbeeldingen                                                   |

## Wamel
De plaats Wamel telt 1 inschrijving in het rijksmonumentenregister.
| Object         | Oorspronkelijke functie? | Bouwjaar | Architect | Locatie        | Coördinaten?                  | Nr.?  | Afbeelding        |
| -------------- | ------------------------ | -------- | --------- | -------------- | ----------------------------- | ----- | ----------------- |
| Hervormde Kerk | Kerk en kerkonderdeel    | 15e eeuw |           | Dorpsstraat 73 | 51° 52' 49" NB, 5° 27' 46" OL | 38240 | Meer afbeeldingen |

Aalten ·
Apeldoorn ·
Arnhem ·
Barneveld ·
Berg en Dal ·
Berkelland ·
Beuningen ·
Bronckhorst ·
Brummen ·
Buren ·
Culemborg ·
Doesburg ·
Doetinchem ·
Druten ·
Duiven ·
Ede ·
Elburg ·
Epe ·
Ermelo ·
Harderwijk ·
Hattem ·
Heerde ·
Heumen ·
Lingewaard ·
Lochem ·
Maasdriel ·
Montferland ·
Neder-Betuwe ·
Nijkerk ·
Nijmegen ·
Nunspeet ·
Oldebroek ·
Oost Gelre ·
Oude IJsselstreek ·
Overbetuwe ·
Putten ·
Renkum ·
Rheden ·
Rozendaal ·
Scherpenzeel ·
Tiel ·
Voorst ·
Wageningen ·
West Betuwe ·
West Maas en Waal ·
Westervoort ·
Wijchen ·
Winterswijk ·
Zaltbommel ·
Zevenaar ·
Zutphen